# Făgetu de Sus, Bacău
Făgetu de Sus (în maghiară Felsőbükk) este un sat în comuna Ghimeș-Făget din județul Bacău, Transilvania, România.